# 草池乡
草池乡，是中华人民共和国四川省巴中市通江县曾经下辖的一个乡。2020年5月，撤销草池乡，将其所属行政区域划归涪阳镇管辖。

## 行政区划
草池乡撤销前下辖以下地区：
草池街道社区、活水沟村、嘉禾寨村、城子坪村、武学堂村、鹿浴沟村和田屋里村。